# شهرستان یتکولسکی
شهرستان یتکولسکی (به لاتین: Yetkulsky District) یک شهرستان در روسیه است که در استان چلیابینسک واقع شده‌است.